# Liste d'espèces dont le génome est séquencé
La liste ci-dessous, non exhaustive, présente des espèces dont le génome a été complètement séquencé à la date du 12 février 2016.

## Projets de séquençage global, voire de tout le vivant
Après que le séquençage ait été fait pour l'Homme (en 30 ans environ), plusieurs projets visent à séquencer le génome d'un grand nombre d'espèces de quelques groupes taxonomiques, et même de tout le vivant :
- le projet Genoma 10K veut séquencer 10 000 génomes de vertébrés (environ un pour chaque genre) ;
- le projet I5K souhaite déchiffrer le génome de 5 000 arthropodes ;
- le projet B10K voudrait déchiffrer les génomes de chacune des environ 10 500 espèces d'oiseaux ;
- le projet Earth BioGenome, préparé dès 2015 et initié en 2017, entend séquencer l'ensemble des espèces connues de la planète.

## Eubacteria

### Epsilonproteobacteria
- Campylobacter jejuni[2]. Souche NCTC11168. Génome publié dans EMBL :
  - Identifiant (ID): CJ11168
  - Numéro d'accès (accession number): AL111168
- Helicobacter hepaticus[3]. Souche ATCC51449. Publié dans GenBank, numéro d'accès: AE017125. Voir aussi www.THE-MWG.com.
- Helicobacter pylori[4]

- Thimicrospira denitrificans
- Wollinella succinogenes

### Deltaproteobacteria
- Anaeromyxobacter dehalogenans
- Bdellovibrio bacteriovorus
- Desulfotalea psychrophila
- Desulfovibrio desulfuricans
- Desulfuvibrio vulgaris
- Desulfuromonas acetoxidans
- Geobacter metallireducen
- Geobacter sulfurreducens
- Pelobacter carbinolicus

### Alphaproteobacteria
- Agrobacterium tumefaciens
- Anaplasma marginale
- Bartonella henselae
- Bradyrhizobium japonicum
- Brucella melitensis
- Brucella suis
- Caulobacter crescentus
- Erlichia canis
- Erlicha ruminantium
- Gluconobacter oxydans
- Jannaschia
- Magnetococcus
- Magnetospirillum magnetotacticum
- Mesorhizobium loti
- Nitrobacter hamburgensis
- Nitrobacter windogradskyi
- Novosphingobium aromaticivorans
- Bartonella quintana
- Paracoccus denitrificans
- Rhodobacter sphaeroides
- Rhodospirillum rubrum
- Rickettsia akari
- Rickettsia conorii
- Rickettsia prowazekii
- Rickettsia sibirica
- Rickettsia typhi
- Silicibacter pomeroyi
- Sinorhizobium meliloti
- Sphingopyxis alaskensis
- Wolbachia pipientis
- Zymomonas mobilis

### Betaproteobacteria
- Azoarcus
- Bordetella bronchiseptica
- Bordetella parapertussis
- Bordetella pertussis
- Burkholderia cenocepacia
- Burkholderia cepacia
- Burkholderia mallei
- Burkholderia pseudomallei
- Burkholderia vietnamiensis
- Burkholderia xenovarans
- Chromobacterium violaceum
- Cupriavidus metallidurans
- Cupriavidus necator
- Dechloromonas aromatica
- Methylobacillus flagellatus
- Neisseria gonorrhoeae
- Neisseria meningitidis
- Nitrosomonas europaea
- Nitrospira multiformis
- Polaromonas
- Ralstonia solanacearum
- Rhodoferax ferrireducens
- Rubrivivax gelatinosus
- Thiobacillus denitrificans

## Eukaryota

### Plantes
Quelques éléments de la Liste d'espèces de plantes dont le génome est séquencé :
- L'arabette des dames : Arabidopsis thaliana, une plante modèle (premier séquençage complet du règne végétal, terminé en 2000)
- Le riz asiatique : Oryza sativa
- Le blé tendre : Triticum aestivum
- Le maïs : Zea mays
- Le peuplier de l'Ouest : Populus trichocarpa
- La tomate  Solanum lycopersicum
- La pomme de terre : Solanum tuberosum
- La vigne: Vitis vinifera
- Le sorgho commun : Sorghum bicolor
- La banane: Musa acuminata
- Le lin : Linum usitatissimum
- Le pêcher : Prunus persica
- Le rosier : voir génome de la rose
- Le papayer: Carica papaya
- Le tournesol: Helianthus annuus

### Champignon
- Armillaria mellea
- Glarea lozoyensis
- Heterobasidion irregulare
- Magnaporthe grisea
- Saccharomyces cerevisiae

### Insectes
Coleoptera
- Agrilus planipennis, agrile du frêne (2014)[5]
- Dendroctonus ponderosae, dendroctone du pin ponderosa (2013)[6]
- Tribolium castaneum, tribolium rouge de la farine (2008)[7]

Diptera
Culicidae
- Aedes aegypti, moustique (2007)[8]
- Anopheles albimanus, moustique (2014)[5]
- Anopheles arabiensis, moustique (2014)[5]
- Anopheles atroparvus, moustique (2013)[5]
- Anopheles christyi, moustique (2014)[5]
- Anopheles culicifacies, moustique (2014)[5]
- Anopheles darlingi, moustique (2013)[9]
- Anopheles dirus, moustique (2014)[5]
- Anopheles epiroticus, moustique (2013)[5]
- Anopheles farauti, moustique (2014)[5]
- Anopheles funestus, moustique (2006)[10]
- Anopheles gambiae, moustique (2002)[11]
- Anopheles maculatus, moustique (2013)[5]
- Anopheles melas, moustique (2014)[5]
- Anopheles merus, moustique (2014)[5]
- Anopheles minimus, moustique (2014)[5]
- Anopheles nili, moustique (2011)[12]
- Anopheles quadriannulatus, moustique (2014)[5]
- Anopheles sinensis, moustique (2014)[13]
- Anopheles stephensi, moustique (2014)[14]
- Culex quinquefasciatus, moustique (2010)[15]

Psychodidae
- Clogmia albipunctata, moucheron (2013)[15]

Drosophilidae
- Drosophila ananassae, drosophile (2007)[16]
- Drosophila biarmipes, drosophile (2011)[17]
- Drosophila bipectinata, drosophile (2011)[17]
- Drosophila erecta, drosophile (2007)[16]
- Drosophila elegans, drosophile (2011)[17]
- Drosophila eugracilis, drosophile (2011)[17]
- Drosophila ficusphila, drosophile (2011)[17]
- Drosophila grimshawi, drosophile (2007)[16]
- Drosophila kikkawai, drosophile (2011)[17]
- Drosophila melanogaster, drosophile (2000)[18]
- Drosophila mojavensis, drosophile (2007)[16]
- Drosophila persimilis, drosophile (2007)[16]
- Drosophila pseudoobscura, drosophile (2005)[19]
- Drosophila rhopaloa, drosophile (2011)[17]
- Drosophila santomea, drosophile[20]
- Drosophila sechellia, drosophile (2007)[16]
- Drosophila simulans, drosophile (2007)[16]
- Drosophila takahashi, drosophile (2011)[17]
- Drosophila virilis, drosophile (2007)[16]
- Drosophila willistoni, drosophile (2007)[16]
- Drosophila yakuba, drosophile (2007)[16]

Syrphidae
- Episyrphus balteatus, syrphe (2011)[21]

Phoridae
- Megaselia abdita, mouche phoride (2013)[22]

Hemiptera
- Acyrthosiphon pisum, puceron du pois (2010)[23]

Hymenoptera
Formicidae
- Acromyrmex echinatior fourmis (2011)[24]
- Atta cephalotes, fourmis (2011)[25]
- Atta colombica, fourmis (2012)
- Camponotus floridanus, fourmis (2010)[26]
- Cardiocondyla obscurior, fourmis (2012)
- Cyphomyrmex costatus, fourmis (2011)
- Formica selysi, fourmis (2012)
- Harpegnathos saltator, fourmis (2010)[26]
- Lasius flavus, fourmis (2019)
- Lasius niger, fourmis (2019)
- Linepithema humile, fourmis (2011)[27]
- Monomorium pharaonis, fourmis
- Myrmecia crosslandi, fourmis
- Myrmecia pilosula, fourmis
- Mystrium rogeri, fourmis
- Odontomachus hastatus, fourmis
- Paraponera clavata, fourmis
- Paratrachymyrmex cornetzi, fourmis (2015)
- Pogonomyrmex barbatus, fourmis (2011)
- Pogonomyrmex colei, fourmis (2015)
- Pseudomyrmex gracilis, fourmis
- Solenopsis invicta, fourmis (2011)[28],[29]
- Tetramorium caespitum, fourmis (2015)
- Trachymyrmex septentrionalis, fourmis
- Vollenhovia emeryi, fourmis (2015)
- Vollenhovia nipponica, fourmis (2015)

Apidae
- Apis mellifera, abeille domestique (2006)[30]

Pteromalidae
- Nasonia giraulti, guêpe parasitoïde (2010)[31]
- Nasonia longicornis, guêpe parasitoïde (2010)[31]
- Nasonia vitripennis, guêpe parasitoïde (2010)[31]

Lepidoptera
Bombycidae
- Bombyx mori, ver à soie (2004)[32]

Nymphalidae
- Danaus plexippus, monarque (2011)[33]
- Heliconius melpomene, héliconie (2012)

Plutellidae
- Plutella xylostella, Teigne des crucifères (2013)[34]

Phthiraptera
Pediculidae
Pediculus humanus, pou (2010)

### Autres Invertébrés
- L'oursin Arbacia punctulata
- Le ver nématode Caenorhabditis elegans

### Vertébrés

#### Poissons
- Le poisson médaka : Oryzias latipes
- Le poisson fugu Takifugu rubipres
- Le poisson zèbre : Danio rerio
- Le poisson tétraodon Tetraodon nigroviridis
- La morue de l'atlantique : Gadus morhua
- Le killi turquoise : Nothobranchius furzeri[36]

#### Batraciens
- Le crapaud xénope : Xenopus laevis

#### Oiseaux
- Le coq bankiva ou sauvage : Gallus gallus
- Le poulet domestique : Gallus gallus domesticus[37]
- La dinde : Meleagris[37]
- La perruche ondulée : Melopsittacus undulatus[37]
- Le diamant mandarin : Taeniopygia guttata[37]
- Le pigeon biset : Columba livia[37]

#### Mammifères
- L'humain : Homo sapiens ; voir Projet génome humain abouti en 2003
- La souris grise : Mus musculus
- Le rat surmulot : Rattus norvegicus
- Le chimpanzé : Pan troglodytes
- Le macaque rhésus : Macaca mulatta
- Le chat domestique : Felis silvestris catus
- L'ornithorynque : Ornithorhynchus anatinus
- Le taureau : Bos Taurus[38]
- Le cheval : Equus Caballus[39]
- Le gorille : Gorilla gorilla
- Le chameau de Bactriane : Camelus bactrianus